# Чарльз Макгі
Чарльз Е. Макгі (англ. Charles E. McGee; нар. 7 грудня 1919, Клівленд — пом. 16 січня 2022) —  Був одним з Tuskegee Airmen та офіцером кар'єри в Військово-повітряних силах Сполучених Штатів протягом 30 років. Він проводить звіт ВМС США про 409 винищувальних бойових місій, які пролетіли у Другій світовій війні, Кореї та В'єтнаму.

## Біографія

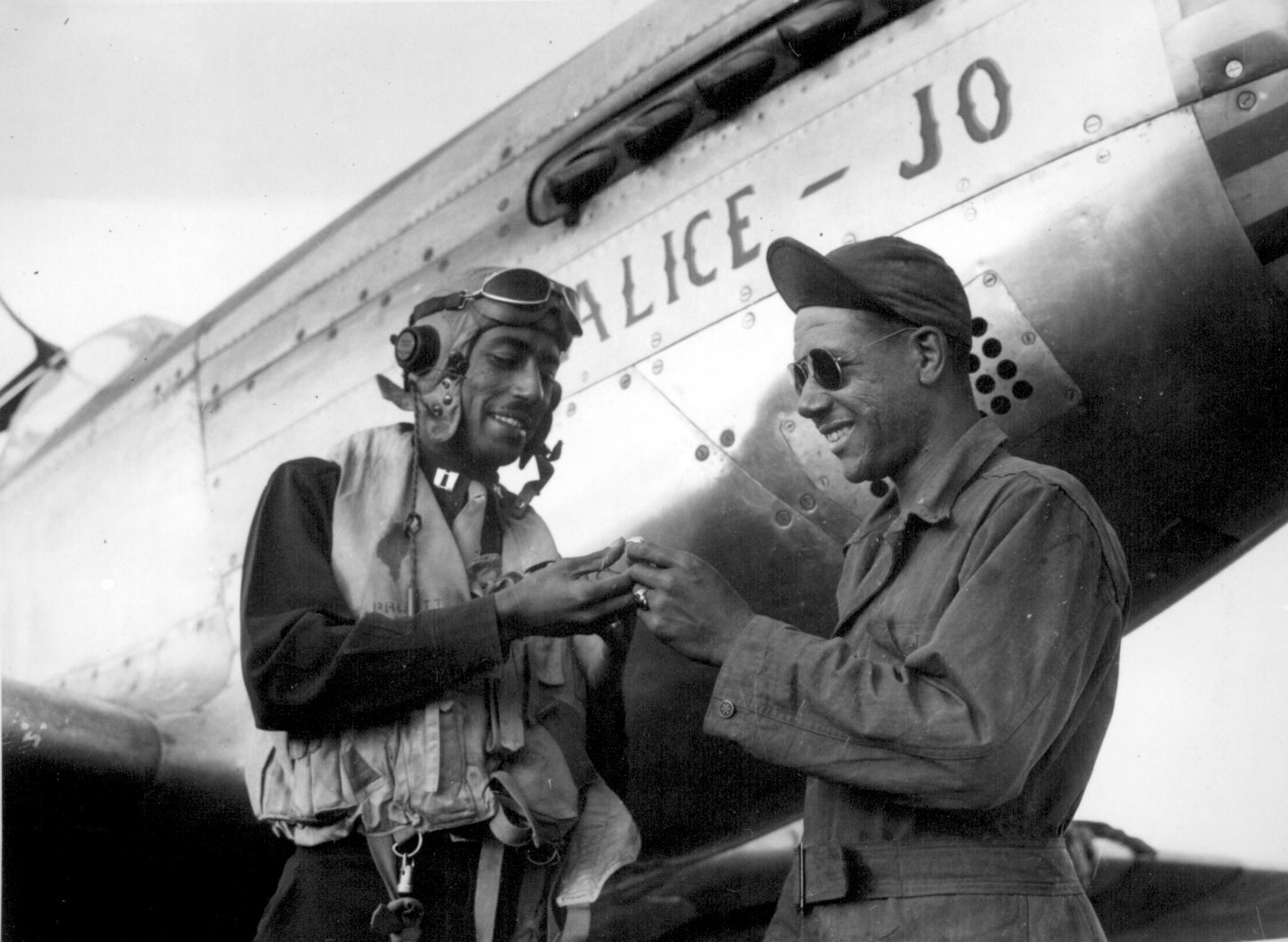